# Euchromia nigrotegulalis
Euchromia nigrotegulalis är en fjärilsart som beskrevs av Embrik Strand 1920. Euchromia nigrotegulalis ingår i släktet Euchromia och familjen björnspinnare. Inga underarter finns listade i Catalogue of Life.